# Георги Чолаков (общественик)
Вижте пояснителната страница за други личности с името Георги Чолаков.
Георги Ангелов Чолаков (Асен) е деец на БРП (к) и партизанин от Родопски партизански отряд „Антон Иванов“.

## Биография
Георги Чолаков е роден на 4 април 1911 г. в гр. Батак. Горски и фабричен работник. Един от основателите и многогодишен секретар на РМС в Батак (1927). Член е на БРП (к) от 1931 г. За политическа дейност е арестуван многократно.
Участва в Съпротивителното движение по време на Втората световна война. На 2 септември 1941 г. заедно с брат си Никола Чолаков и братя Ангел и Илия Чаушеви нападат полицейски конвой, освобождават арестувания Тодор Коларов, преминават в нелегалност.  Партизанин от Баташка партизанска чета. Командир на четата, а по-късно за заместник-командир на Родопски партизански отряд „Антон Иванов“.
Загива на 22 февруари 1944 г. при м. „Търновица“, близо до Батак, в сражение с армейски и жандармерийски подразделения.